# Subdominantparallell
Subdominantparallell är den andra tonen i en skala. Dess mollskala har samma toner som subdominantens durskala. Begreppet infördes av Hugo Riemann.